# Ouranoupoli

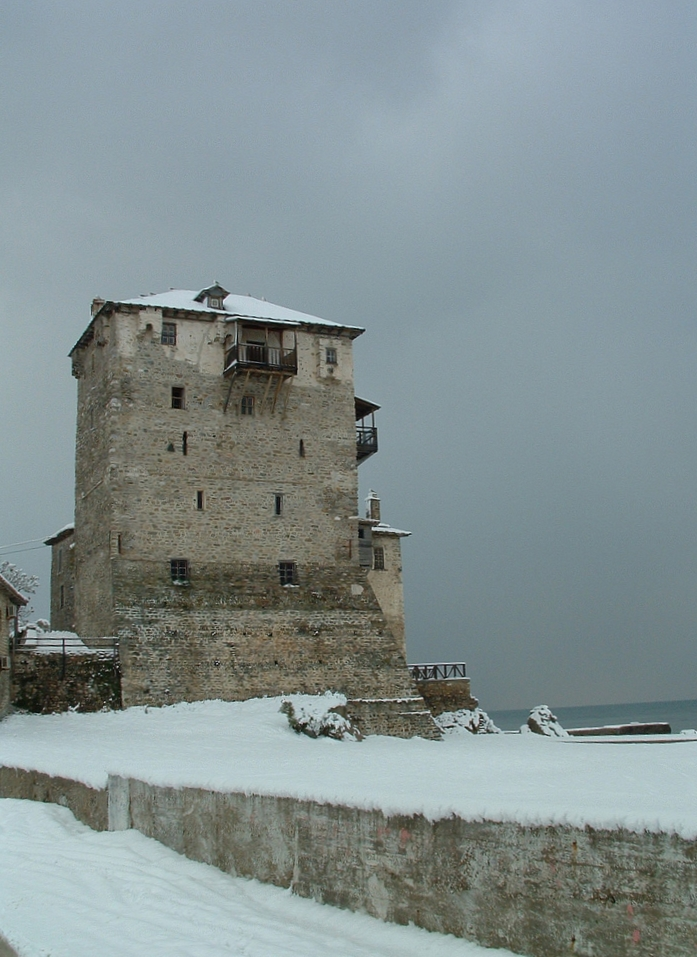
Der byzantinische Wachturm von Ouranoupoli im Winter bei Schnee

Ouranoupoli (griechisch Ουρανούπολη (f. sg.); ausgesprochen Uranúpoli, Katharevousa Ouranoupolis Ουρανούπολις; dt. ‚Himmelsstadt‘) ist ein griechisches Dorf auf der Halbinsel Chalkidiki (Region Zentralmakedonien) an der Grenze zur Mönchsrepublik Athos. Ouranoupolis ist seit 2010 eine Ortsgemeinschaft in der Gemeinde (Dimos) Aristotelis, Bezirk Stagira-Akanthos.

## Geschichte
Ouranoupoli war ursprünglich eine antike Stadt um 316 v. Chr. in der Gegend des heutigen Trypiti. Sie wurde von Alexarchos gegründet, dem exzentrischen Bruder des makedonischen Königs Kassander (Strabo VII frag. 35). Alexarchos hielt sich selbst für den Sonnengott Helios und kreierte für die neuangesiedelten Bewohner der Stadt eigens einen neuen Dialekt (Athenaios 3.54.98d-e). Im 11. Jahrhundert wurde das südöstlich des Dorfes gelegene Kloster erbaut, welches im 12. Jahrhundert durch die Kreuzfahrer des Vierten Kreuzzugs in eine Burg umgebaut wurde (Frangokastro, ‚Frankenburg‘). Im 13. Jahrhundert gehörte das Gebiet von Ouranoupoli dem Athos-Kloster Vatopedi. 1344 erbaute das Kloster am Anleger einen riesigen Wehrturm, den Turm von Prosphorion, der noch heute das Wahrzeichen Ouranoupolis ist. 1922 wurde die Siedlung von kleinasiatischen Flüchtlingen gegründet.

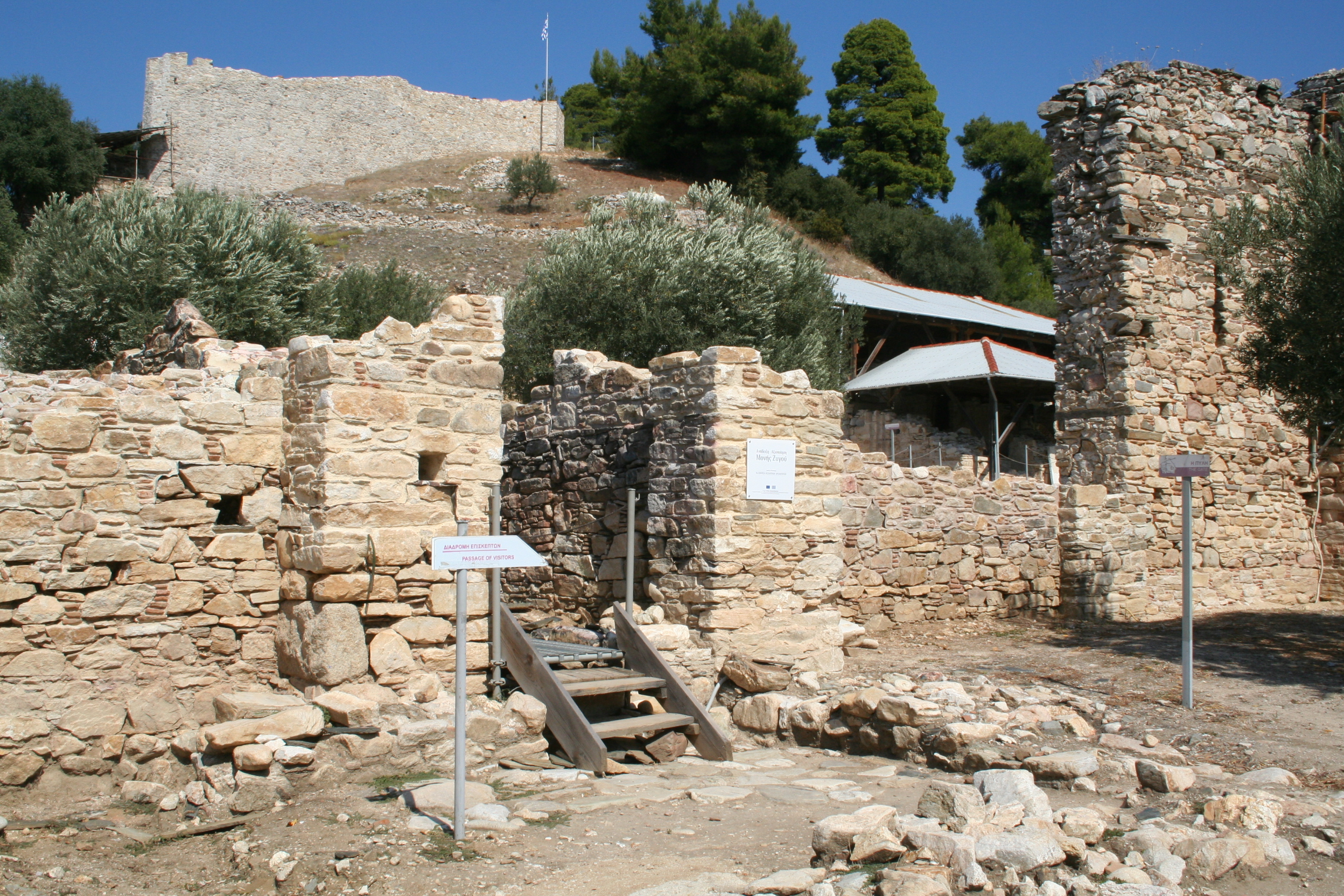
Ausgrabungsstätte Kloster Zygou südöstlich von Ouranoúpoli an der Grenze zur Mönchsrepublik Áthos
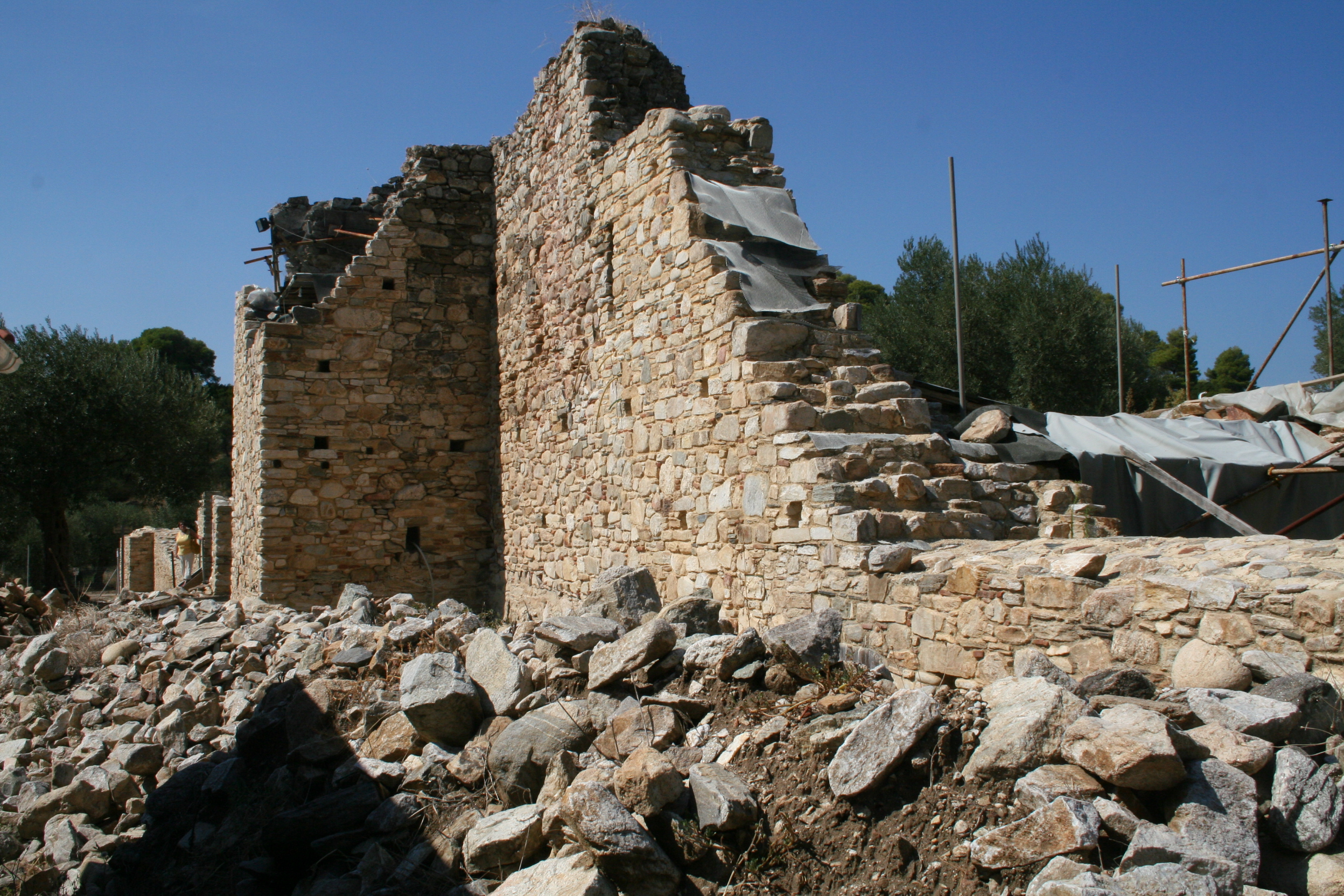
Ausgrabungsstätte Kloster Zygou, auch als „Burg der Franken“ bezeichnet
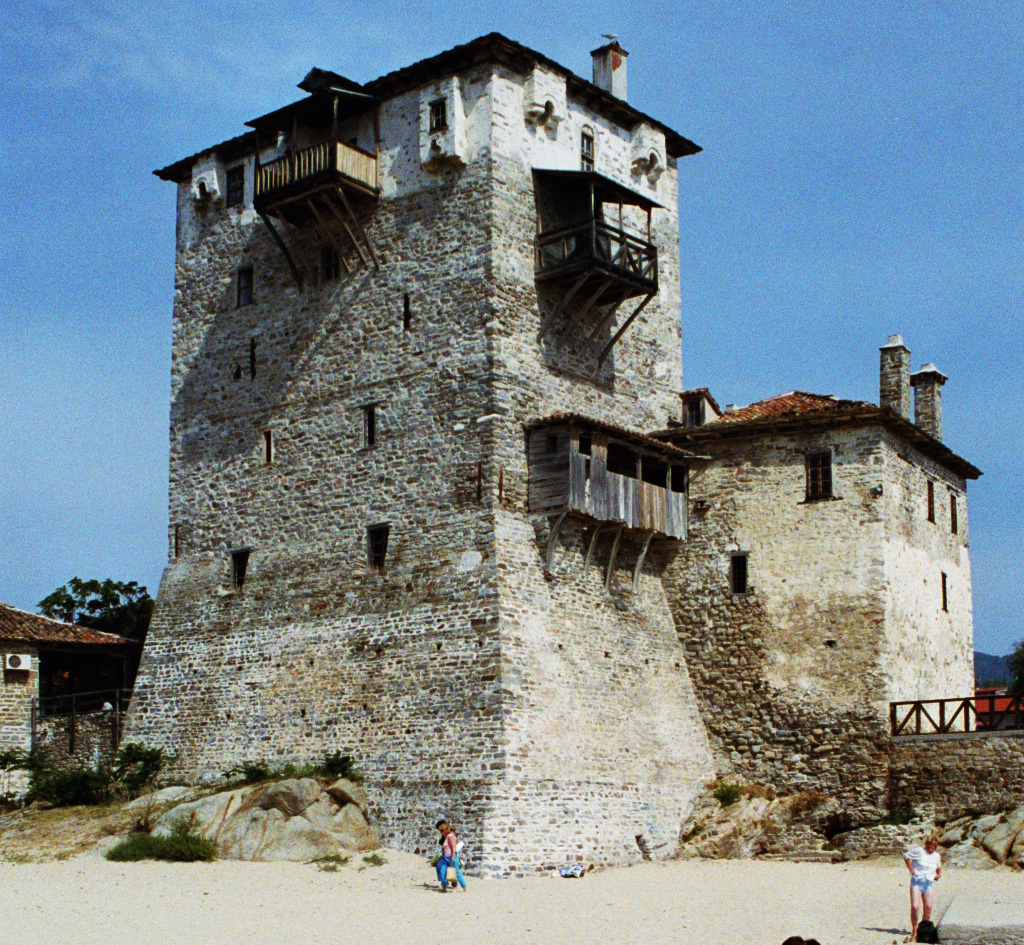
Der Prosphorios-Turm, das Wahrzeichen von Ouranoúpoli
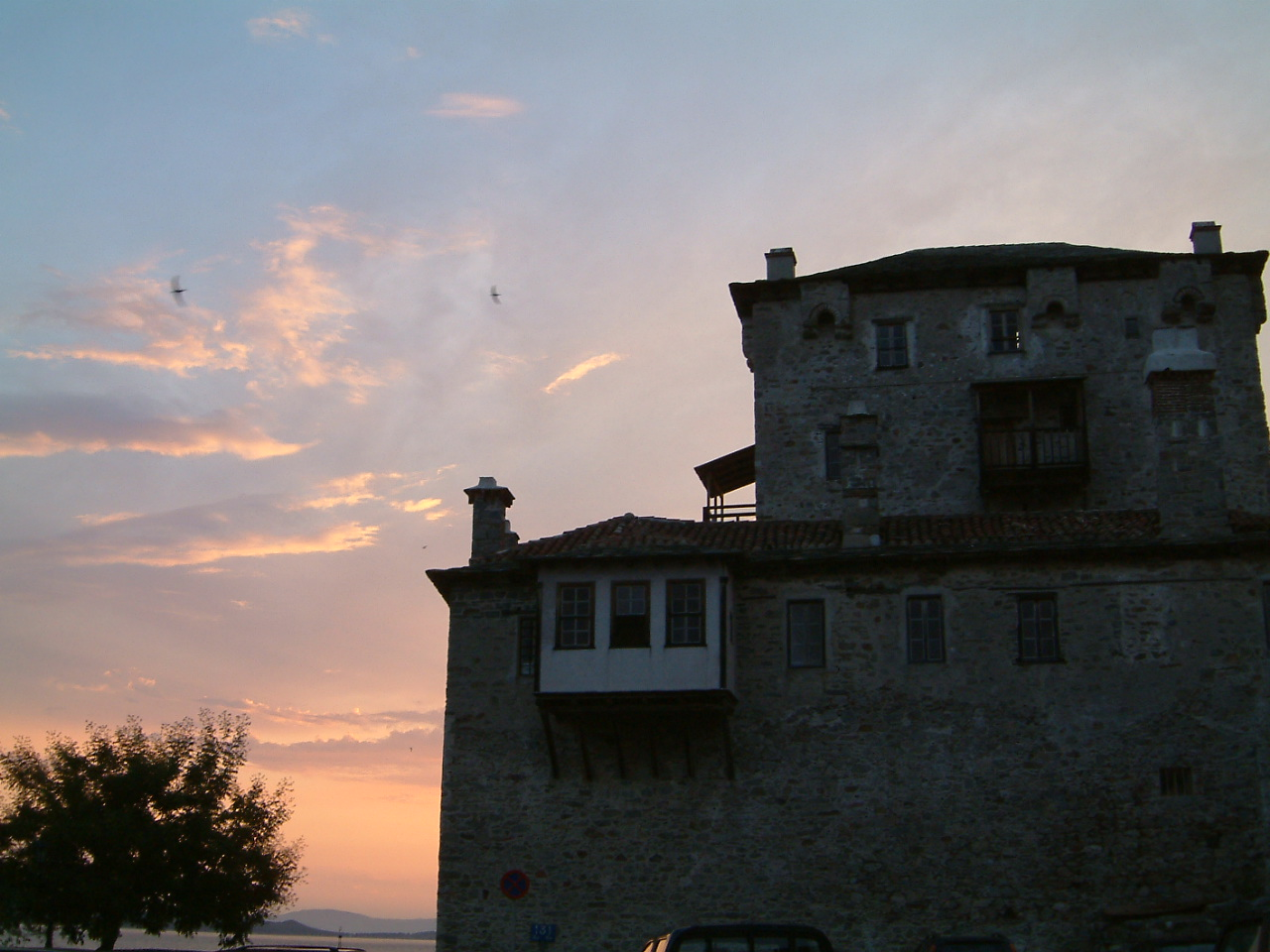
Byzantinischer Turm in Ouranoupolis

Blick vom Prosphorios-Turm
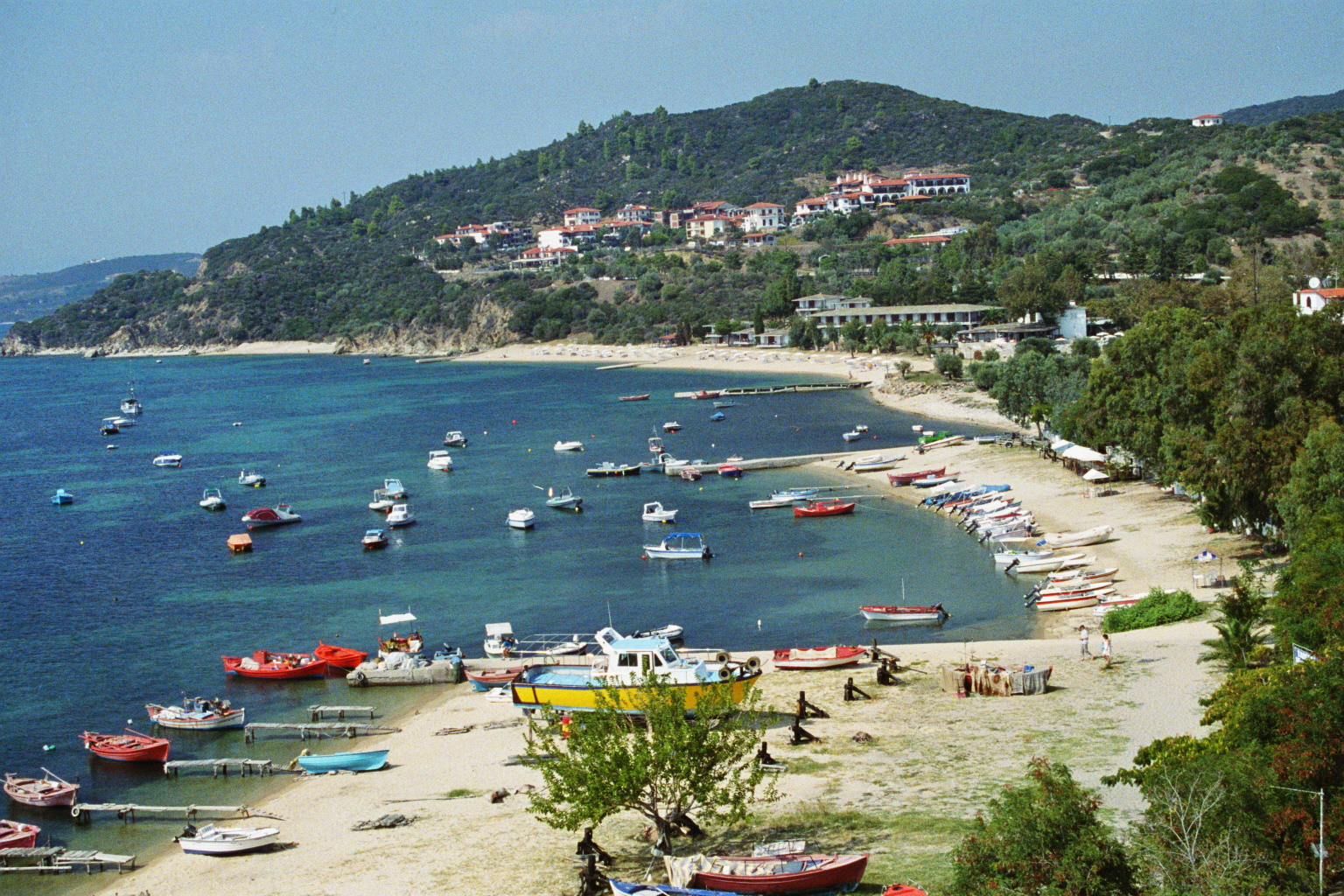
… in nordwestliche Richtung
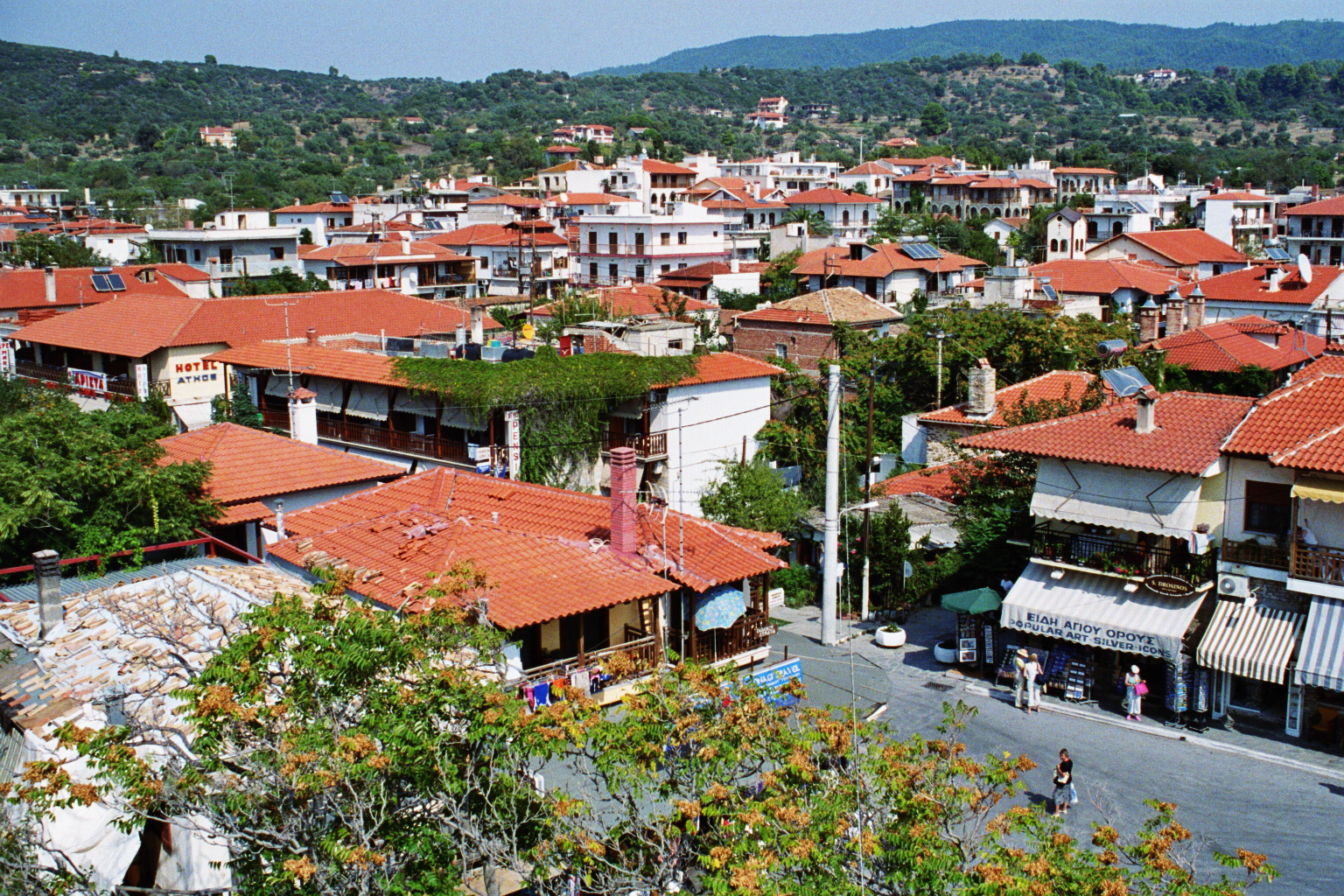
… in nördliche Richtung
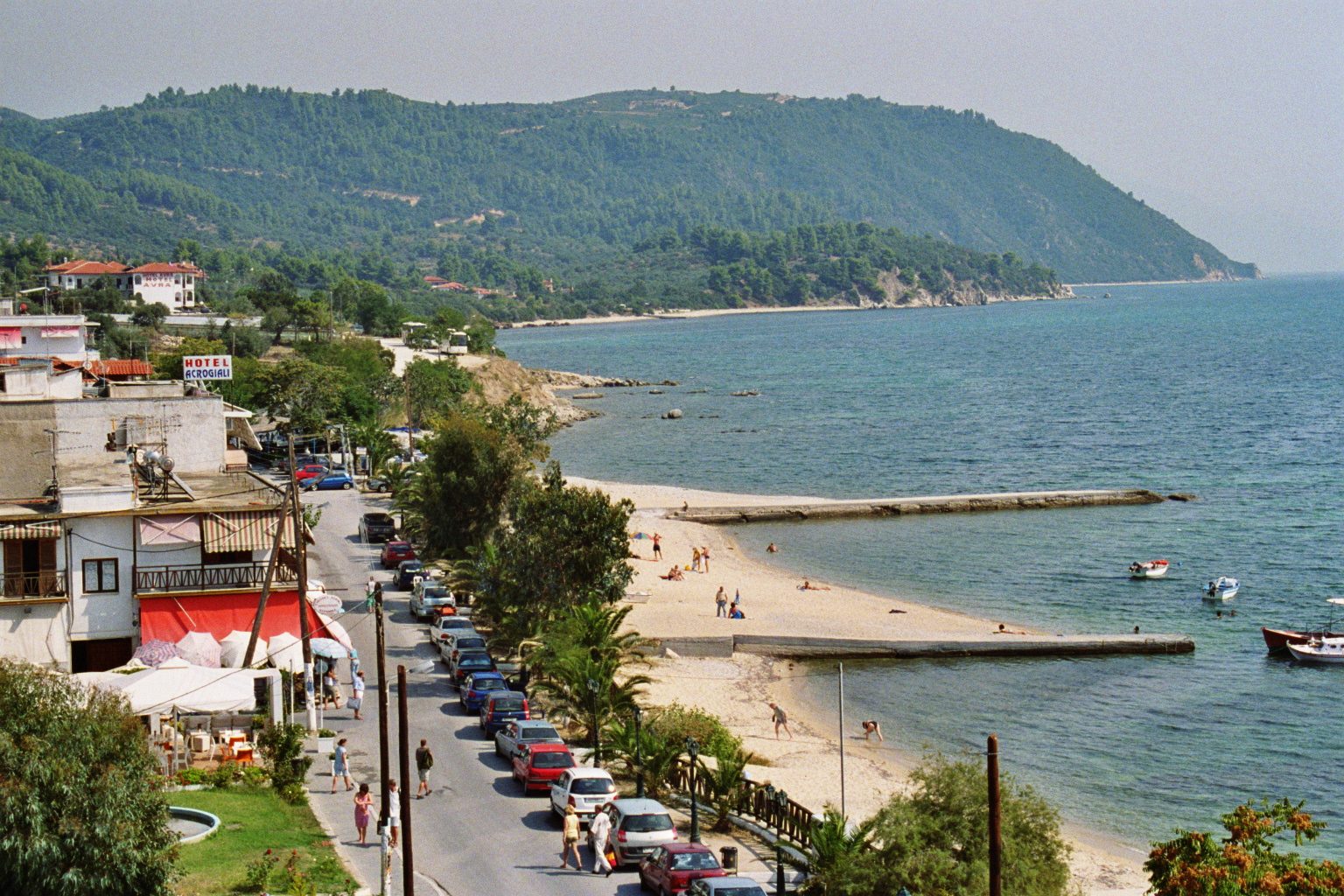
… in südöstliche Richtung

## Wirtschaft
Ouranoupoli finanziert sich hauptsächlich durch seinen Hafen und den Tourismus. Der Hafen ist der bedeutendste für die Versorgung der Athos-Klöster. Über ihn gelangen einerseits die Mönche und Besucher mit Genehmigung (Diamonitirion) in die Mönchsrepublik und andererseits die handgefertigten Ikonen, Seifen, Ketten und Kerzen der Mönche in den Ort, wo sie dann meist von den zahlreichen Touristen gekauft werden. Die meisten Hotels stehen oberhalb der Küstenstraße (Nationalstraße 16) zwischen Ouranoupoli und Trypiti bzw. Ierissos an oder auf niedrigen Hügeln. Sie bieten von März bis September Zimmer an. Im Jahr 2001 zählte der Ort 960 Einwohner.

## Klima
Da sich Chalkidiki im mediterranen Bereich, der subtropischen Zone, befindet, unterscheiden sich Sommer und Winter stark. Die Sommer sind heiß und trocken. Im Gegensatz zum Winter gibt es in dieser Saison nur selten Niederschläge. Im Sommer herrschen Temperaturen von rund 30 °C, im Winter dagegen nur von 12 °C.